# Zuidelijke Vuolusmeer
Het Zuidelijke Vuolusmeer, Zweeds - Fins: Alanen Vuolusjärvi, Samisch: Lulit of Lulep Vuolosjávri, is een meer in Zweden, in de gemeente Kiruna. Het water in het meer komt door de Vuolusrivier uit het Noordelijke Vuolusmeer en stroomt weer door de Vuolusrivier verder. Het meer kan gezien worden als een verbreding van de rivier en heeft er in het verleden voor gezorgd dat het dorp Kurravaara al vroeg tot een handelsplaats kon uitgroeien. De reis uit het noordoosten over het meer ging in de zomer met de boot en in de winter over het ijs.
Afwatering: meer Zuidelijke Vuolusmeer → Vuolusrivier → meer Kallomeer → Torne → Botnische Golf